# Harambure und La Poeze d’Harambure

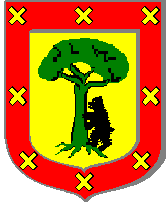
Wappen der Familie Harambure

Harambure ist der Name eines alten französischen Uradelsgeschlechts, dessen Chef der Familie den Markgrafentitel trägt und die jüngeren Mitglieder, gemäß französischer Tradition, den Titel Graf ihrem Vornamen voranstellen. Der uralte baskische Name Harambure wird heutzutage vom ältesten Zweig der Familie La Poëze mitgeführt.

## Ursprung und Schlacht von Beaza

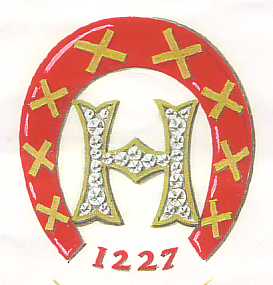
Familiensymbol der Schlacht von Baeza

Die Familie Harambure war eine der 27 „Casas Solares“. Sein Adelstand wird als „Immemorial“ betrachtet. Der Ursprung der Familie Harambure bzw. Aramburu ist in Gaviria im Guipuzcoa bzw. Baskenland zu finden. Diese baskische Provinz gehörte, mit Ausnahme von 1076 bis 1123, zum Königreich Navarra. Nach der Schlacht von Las Navas de Tolosa in 1212, schlossen sich die Könige von Aragon, Kastilien und Navarra gegen die Mauren zusammen. Diego Lopez de Haro beteiligte sich mit 60.000 Männern und ca. 200 Rittern. Darunter war ein Vertreter der Familie, der auch an der Schlacht von Baeza am 30. November 1227 teilnahm. Der Chronik nach erschien bei dieser Schlacht auf wunderbare Weise ein Kreuz am Himmel, welches seitdem als Symbol aller Beteiligten in deren Familienwappen getragen wird (Aspa oder Andreaskreuz).

## Navarra
Mit drei anderen Rittern wurde dieser Ritter nach Lantabat im heute französischen Teil des Baskenlands geschickt. Sein Auftrag war die Verteidigung und Verwaltung eines längeren Tals unweit von Saint-Jean-Pied-de-Port, welches als Hauptweg für die Pilger nach Santiago de Compostela diente. Der Stammbaum der heutigen Familienmitglieder ist lückenlos bis 1227 nachgewiesen. Seine Nachkommen waren alle Eigentümer des Hauses Aramburua mit Adelsprivilegien, sowie Mitglieder des baskischen Parlaments (Cortes de Pampelune, später Parlement von Navarra in Pau). Durch die Nähe zu Saint Jean Pied de Port als Festung und Hauptstadt wurden Familienmitglieder mit verschiedenen öffentlichen Funktionen betraut. Hier ist insbesondere Alphonso de Aramburu zu nennen (1326–1403), der als Jurat der Stadt zahlreiche Akten hinterlassen hat.

## Das Königreich Navarra und Frankreich
Weitere Persönlichkeiten dieser Familie waren: Jean d’Aramburua (1512), der trotz der größeren Unruhen dieser Zeit treu dem König von Navarra diente. Bernart de Aramburua (1514), der die Verwaltung des Königreichs Navarra reorganisierte, die Cortes der Region führte und die Steuern des Ultra Puertos kontrollierte. Gratian d’Aramburua (1500–1567), Kommandant der vier Galeonen von Bayonne und Gründer der ersten Familienstiftung in Lantabat. Bertrand d’Harambure (1500–1561), der Florence de Belzunce heiratete und von dem alle heutigen Familienmitglieder abstammen. Er beteiligte sich an allen Kriegen des Königs Franz I. und wurde Gouverneur der Festung Hâ sowie der Provinz Soule. Er war auch der erste Hugenotte der Familie.

## Auf Seiten der Hugenotten
Dessen Sohn Jean d’Harambure der „Einäugige / Le Borgne“ (1553–1630) kämpfte sein ganzes Leben lang auf Seiten seines Freundes Heinrich III. von Navarra, dem späteren Heinrich IV. von Frankreich. Er blieb seiner Religion als Hugenotte treu, wurde aber trotzdem zum Gouverneur von Vendôme und von Aigues-Mortes ernannt, sowie zum General der königlichen Kavallerie. Er führte zwei eigene Regimenter Harambure und kämpfte am Ende seines Lebens gemeinsam mit dem Grafen von Mansfeld in Holland.
Alle heutigen Träger des Namens  d’Harambure stammen aus seiner Ehe mit Marie de Segondat (die spätere Familie Montesquieu). Seine Söhne Jean d’Harambure (1599–1639) und Henri d’Harambure (1600–1669) folgten ihrem Vater als Herren der Burg Romefort nach. Dennoch blieb die Familie, auf Grund ihrer Religionszugehörigkeit, ausgeschlossen von vielen politischen und administrativen Ämtern.

## Rückkehr zum Katholizismus
Paul d’Harambure (1683–1746) war der erste, der seine Kinder wieder katholisch taufen ließ. Sein ältester Sohn war Gouverneur von Poitiers und der erste Markgraf Harambure. Sein Bruder Charles d’Harambure (1725–1785) kämpfte für die Compagnie des Indes in Pondicherry, René Charles d’Harambure finanzierte d’Auxiron, den Erfinder einer Dampfmaschine für Schiffe. Der jüngste Bruder, Louis Francois Alexandre d’Harambure (1742–1828), war als Abgeordneter während der Revolution ein Vertreter der Adels, wurde später General sowie Gouverneur von Neuf Brissach, bis er bei einem Revolutionsgericht angezeigt wurde. Sein Sohn (1772–1793) starb bei der Schlacht von Bertsheim in der Armée des Emigrés, welche gegen die neue Republik kämpfte. Die Geschichte der Familie Harambure war Anlass für das Buch „Au plaisir de se battre / Die Freude zu kämpfen“,

## Weiterführung des Namens und Wappens durch die La Poëze

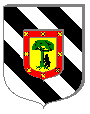
Wappen La Poeze d’Harambure

Als Bedingung dafür, dass René Louis Graf de La Poëze die Erlaubnis erhalte, Virginie d’Harambure, die letzte Nachkommin der Familie, zu heiraten, musste er sich verpflichten, den Namen Harambure weiterhin zu tragen. Dies wurde durch Königliche Ordonnanz vom 29. Juli 1817 rechtlich durchgeführt. Heutzutage wird von den Nachkommen aus der Ehe des René Grafen de La Poëze und der Virginie d’Harambure der Name La Poeze d’Harambure getragen (siehe dazu die Geschichte der Familie La Poëze).

## Gouverneure, Regimenter und Titel
Mehrere Mitglieder der Familie waren Gouverneure. Bertrand de Aramburu (1500–1561) war Gouverneur der Provinz Soule, sein Sohn Jean d’Harambure (1553–1630) Gouverneur von Vendôme und später von Aigues-Mortes, der erste Markgraf war Gouverneur von Poitiers (1725–1785), sein jüngerer Bruder Général Louis François d’Harambure (1742–1828) Vertreter der Adeligen der Touraine sowie Gouverneur von Neuf Brissac.
Die Familie besaß unter ihrem Namen zwei Kavallerieregimenter: Das erste 1624 unter dem Befehl von Jean d’Harambure als Kommandant von über 2.000 „chevaux légers“ und 1638 ein Regiment unter Führung seines Sohnes, welches in Italien und Lothringen zum Einsatz kam.
Der Markgrafentitel d’Harambure wird vom jeweils Ältesten des ältesten Familienzweigs fortgeführt. Die Grafentitel sind wie üblich in Frankreich nur mit dem Vornamen zu tragen. Sie unterliegen den Regeln der so genannten Höflichkeitstitel, eine französische Eigenart, die auch offiziell am Hof bei den „Honneurs de la Cour“ von der Regierung verwendet wurden und in der heutigen Adelsgesellschaft ANF als solche anerkannt und weiter benützt werden.

## Eheschließung und Abstammung
Direkte Eheschließungen mit folgenden Familien:
d'Arenberg, de Buors, de Caraman Chimay, de Changy, de Chasteignier, de Hohenberg, de Belsunce, de Broglie, de Chabrillan, de Charrette de La Contrie, Jousseaume de La Bretèche, de La Ferrière, Le Gouz de Saint-Seine, de Montesson, de Moustier, de La Rochelambert, de Secondat de Montesquieu, de Rodays, Tallemant des Réaux, de Vanssay, de Villelume.
Direkte Abstammung von folgende Persönlichkeiten:
Maréchal Suchet (I. Herzog d’Albufera), Emmanuel-Armand de Vignerot du Plessis-Richelieu, Herzog d’Aiguillon und Pair de France (1720–1788), Armand-Nompar de Caumont, VI. Herzog de La Force (1679–1764), François de Crussol, IV. Herzog d’Uzès (1604–1680), Charles II. Herzog de La Vieuville, (1616–1689), Herzog de Mazarin (1632–1713), Charles Herzog de Bourbon und Auvergne, (1401–1456), Richard Plantagenêt, Herzog von York (1411–1460).
Die Kinder des Grafen Bertrand de La Poëze d’Harambure (1909–2004) und Jeanne Guigues de Moreton de Chabrillan (1913–1999) stammen 546-mal vom Heiligen Ludwig, König von Frankreich, ab. Für die Kinder des Grafen Romée de La Poëze d’Harambure und der Fürstin von Hohenberg ist das noch einmal ein Vielfaches mehr der Fall.